# Nordvästlig mullvadssalamander
Nordvästlig mullvadssalamander  (Ambystoma gracile) är ett stjärtgroddjur i familjen mullvadssalamandrar som lever i nordvästra Nordamerika.

## Beskrivning
Den marklevande formen är brun till mörkbrun, ofta med markeringar i avvikande färg på ovansidan, och kan också ha gula fläckar på sidorna. Buken är ljusbrun, och längden varierar mellan 14 och 22 cm. Bakom varje öga har den en tydlig parotidkörtel, vilket är ovanligt för släktet. Den vuxna, neotena formen är olivgrön till brun på ovansidan, och med en buksida som kan vara mörkgrå till vitaktig. Längden är omkring 26 cm, av vilket omkring hälften utgörs av svans.

## Utbredning
Arten lever längs Nordamerikas Stilla havskust från södra Alaska till Kalifornien.

## Vanor
Eftersom arten både kan vara marklevande och neoten (behålla larvformen hela livet), varierar levnadssättet mycket mellan de två formerna. Den marklevande formen kan återfinnas både i skogar och på öppna ängar, men söker sig oavsett naturtyp till fuktiga områden, gärna under murket trä och bland lövförna i närheten av vattendrag. Som de flesta arterna i släktet tillbringar den mycken tid under jorden. Arten kan gå upp i bergen, till över 3 100 meters höjd. Den neotena formen behåller gälarna och den allmänna larvformen även efter könsmognaden, och stannar kvar i vatten hela livet. Vissa forskningsrön tyder på att de neotena formerna blir vanligare ju högre upp djuren lever.

### Föda
Larverna lever till att börja med på små kräftdjur, men utökar sedan dieten med maskar, iglar, insektslarver, blötdjur och grodyngel. Den vattenlevande formen är dagaktiv, och lever på liknande föda som de större larverna. Den vuxna, marklevande formen är nattaktiv, och litet är känt om dess diet, men det antas att de framför allt kommer fram under regnväder och äter maskar och larver som tvingas fram av regnet.

### Fortplantning
Leken sker i mer eller mindre permanenta vattensamlingar som våtmarker, sjöar, bäckar och floder. Arten undviker vatten med fiskpopulationer. Tidpunkten för leken varierar: I låglänta områden sker den under vårvinter till vår, medan den i bergen kan äga rum så sent som juni till slutet av augusti. Under leken stimulerar hanen honan genom att stryka henne med hakan och svansen. Han avsätter därefter en spermatofor, som honan tar upp med sin kloak. Honan lägger mellan 30 och 270 ägg, som kläcks efter 2 till 9 veckor, beroende på temperatur. Om larverna inte förblir neotena, förvandlas de i regel efter 12 till 14 månader, inkluderande en övervintring. Det förekommer dock att de övervintrar ett andra år, och, i bergspopulationerna, ett tredje. De blir könsmogna efter 1 till 2 år. Livslängden förefaller vara kort, troligtvis inte mer än 5 år.

## Status
Den nordvästliga mullvadssalamandern betraktas som livskraftig ("LC") och populationen är stabil. Dock är skogsavverkning ett hot. Inplantering av ädelfisk förefaller att skada vissa populationer, men troligtvis inte alla.